# Боровский, Сергей Владимирович
Серге́й Влади́мирович Боро́вский (бел. Сяргей Уладзіміравіч Бароўскі; 29 января 1956, Минск, Белорусская ССР, СССР) — советский и белорусский футболист, защитник. Мастер спорта СССР (1979). Мастер спорта СССР международного класса (1981). Рекордсмен по количеству проведённых матчей за минское «Динамо» в чемпионатах СССР. Игрок сборной СССР (1981—1985). После завершения игровой карьеры — футбольный тренер, заслуженный тренер Белорусской ССР (1991).
Сын Алексей также футболист.

## Карьера

### Клубная
Воспитанник минской СДЮШОР-5. Первый тренер — Леонид Лапунов. В 1972—1973 годах был игроком состава дублёров футбольного клуба «Динамо» (Минск). С 1974 года — игрок основного состава. За четырнадцать лет в «Динамо» принял участие в 400 матчах чемпионата СССР (из них 270 в высшей лиге), забил 8 голов (4 в высшей лиге). Был капитаном «Динамо» в 1978—1979 и 1984—1985 годах. С минским клубом стал чемпионом СССР 1982 года.
В еврокубковых соревнованиях в 1983—1987 годах сыграл 19 матчей (Кубок чемпионов — 6 игр, Кубок УЕФА — 10, Кубок обладателей Кубков — 3).

### В сборной
За сборную СССР сыграл 21 матч. Также за сборную СССР сыграл в 1 неофициальном матче. Один из основных защитников команды в первой половине 1980-х годов. Участник чемпионата мира 1982 года.

### Тренерская карьера
После завершения игровой карьеры с 1989 года приступил к тренерской деятельности. Работал главным тренером в клубах Беларуси («Металлург»/«Молодечно», «Торпедо-МАЗ», «Белшина», «Динамо» (Брест)), Латвии («Вентспилс»), Молдовы («Шериф»), Украины («Металлург» Запорожье), Литвы («Каунас» (июнь 2003 — апрель 2004), «Ветра»).
Дважды возглавлял национальную сборную Беларуси. Под его руководством сборная одержала одну из самых громких побед в своей истории — в 1995 году над сборной Нидерландов (1:0), а также потерпела одно из самых неожиданных поражений — в 2000 году от сборной Андорры (0:2).
В мае 2007 года приступил к работе в штабе клуба «Торпедо» (Жодино) в качестве тренера-консультанта. Спустя месяц был назначен спортивным директором минского «Динамо», однако уже в декабре его на этом посту сменил Геннадий Тумилович. В 2008 году снова вернулся к должности тренера-консультанта жодинцев.
4 августа 2009 года возглавил СКВИЧ (Минск) выступающий в первой лиге. Под его руководством, команда заняла второе место в сезоне 2010 года, но в переходных матчах за право участия в высшей лиге в сезоне 2011 года дважды уступила жодинскому «Торпедо». 12 декабря 2010 года окончил 240-часовое обучение и получил лицензию Pro.
23 декабря 2010 назначен главным тренером «Витебска». Позже тренировал СКВИЧ, молодёжную сборную Казахстана.
С 9 января 2014 года по июнь 2015 года — главный тренер солигорского «Шахтёра». Под руководством Сергея Боровского «горняки» стали обладателями Кубка Беларуси 2013/14.
Осенью 2015 начал работать в структуре минского «Динамо». С 1 января 2016 занимал должность спортивного директора клуба, а 15 июля 2016 был назначен главным тренером. Завоевал с минчанами бронзовые медали чемпионата Беларуси 2016. В мае 2017 был смещен с занимаемой должности.
По словам российского комментатора Константина Генича, в прошлом игрока «Вентспилса», Боровский был в дружеских отношениях с известным голландским тренером — Луи Ван Галом, который в бытность тренером «Барселоны» пригласил латвийскую команду на игры.

 Я тогда играл за латвийскую команду «Вентспилс», мы были на сборах в Испании. «Барселону» возглавлял Луи Ван Гаал, а наш тренер Сергей Боровский, в прошлом замечательный советский футболист, был с голландцем в дружеских отношениях. Нас по приглашению главного тренера «Барселоны» всей командой возили на игры, и я тогда ещё очень впечатлился испанским футболом. — 

## Достижения

### В качестве игрока
С командой
- Чемпион СССР: 1982
- Бронзовый призёр чемпионата СССР: 1983
- Финалист Кубка СССР: 1987

Личные
- В списках 33 лучших футболистов сезона в СССР (4): № 1 — 1982; № 2 — 1981, 1983; 1984

### В качестве тренера
- Чемпион Белорусской ССР: 1991
- Обладатель Кубка Белорусской ССР: 1991
- Обладатель Кубка СССР среди КФК: 1991
- Обладатель Кубка Молдовы: 1998/99
- Чемпион Литвы: 2003
- Обладатель Кубка Беларуси: 2013/14